# Teatro Jean-Deschamps
El teatro Jean-Deschamps, Théâtre Jean-Deschamps en francés, es un teatro al aire libre situado en la cité de Carcasona, en el departamento del Aude, Francia.
Ubicado en la ciudad medieval de la ciudad de Carcasona, fue construido en el año 1908 sobre el lugar donde se emplazaba el antiguo claustro de la basílica Saint-Nazaire, con un aforo de 5000 espectadores. Acoge anualmente el Festival de Carcasona, con más de un centenar de actos: ópera, teatro, circo, música
El antiguo nombre del teatro, Gran Teatro de la Cité, fue cambiado en el año 2006 por el actual, en memoria al actor francés Jean Deschamps, miembro de la Comédie-Française.